# 広瀬謙次郎
広瀬 謙次郎（ひろせ けんじろう、1918年〈大正7年〉 - 2004年〈平成16年〉6月1日）は、日本の予知能力者。東京銀座生まれ。
父は、日本の実業家。日本商工会議所初代会頭、貴族院議員を務めた藤田謙一(1873年 - 1946年)。
この父の「謙」の字を継ぎ命名された。学生時代に広瀬家の養子となる。

## 経歴
1918年、実業家の藤田謙一の息子として東京市京橋区銀座に生まれる。慶應幼稚舎（小学校）に入学し、附属学校を経て、慶應義塾大学 経済学部へ進学。裕福な時代の藤田家で暮らすが、父藤田謙一の賞勲局疑獄による失脚で、没落した藤田家を離れ、広瀬家の養子となる。1941年、同大学を卒業し、徴兵で中国大陸へ派兵され、蕪湖・蘇州・上海など4年間転戦し、1945年、上海から復員・帰国。
その後、東京美術広告社の社長、超心理学国際政経研究会会長、ジャパン・キャットくらぶ名誉会長などを歴任。
日本文化振興会 副総裁、地球連邦推進委員会 日本委員会、日中協会設立発起人、日中友好協会 東京都本部 文化教宣委員、日米中協会会長、日中米連帯委員会設立発起人 理事、日本公共広報示協力会 会長、東京都公共宣伝運営連合会 理事、全国中小商工業団体連合会 千葉県代表理事、国際新科学学会 最高顧問、日本超科学センター設立発起人、動物愛護団体連合協議会 理事、千葉県社会人ダンス連盟 会長、千葉県アマチュアダンス協会 理事、日本競技ダンス・グランドシニア会 名誉会長、日朝文化交流協会理事、政経同友会 顧問、宇宙エネルギー(株)会長、国際文化振興財団 名誉会長、世界平和文化財団 副総裁、米国公益法人国際学士院 副総裁、など。 　　
若いころから「夢日記」を記録しており、これによって多数の予言が的中してるとしている。その例として、関東大震災の発生、日米の開戦と日本の敗戦、米軍のベトナム戦争敗戦、など。
予言として、救世主が20世紀末から21世紀2037年までに日本に出現し活動することを述べている。また、その出現は1981年頃としている。

## 著書
- 『2037年への未来史 : 奇跡の人・ディクソン夫人は何を告げる?』早稲田出版、1981年10月、国会図書館データ
- 『2037年への大予言 : 地球の破滅と蘇生をみた予言者たち』日新報道、1982年7月30日、全国書誌番号:82054104
- 『宇宙大予言 : 2037年に至る地球未来史』徳間書店、1983年1月31日、ISBN 4-19-502666-0 全国書誌番号:83026676 NCID BC16532335
- 『救世主は日本に現われる : 地球大破局を救うのは誰か?』徳間書店、1983年8月31日、ISBN 4-19-502779-9 全国書誌番号:84011114
- 『救世主は日本に現われる Ⅱ : 人類再生をめざす11人の超能力者』徳間書店、1984年4月30日、ISBN 4-19-502901-5 全国書誌番号:84057806
- 『2002年～ムー(ヤマト)大陸の大浮上 : 地球の大変動はすでに始まっている!』日本文芸社、1986年3月、ISBN 4-537-02005-9 全国書誌番号:86029297
- 『21世紀に翔ける救世主』市民書房、1987年6月15日、ISBN 4-915059-61-8 全国書誌番号:88010953
- 『ヘンリー大王とヤマト救世主 : 2020年への超予言』扶桑社、1987年12月21日、ISBN 4-594-00211-0 全国書誌番号:89057833
- 『霊夢占い入門 : 夢の活用で新しい人生を』	日本文芸社、1988年1月、ISBN 4-537-02093-8 全国書誌番号:88010964
- 『21世紀超予言 : 東アジア連邦への新時代』扶桑社、1988年12月、ISBN 4-594-00386-9、国会図書館
- 改訂版『2002年ムー（ヤマト）大陸の大浮上 : 地球の大変動はすでに始まっている！』日本文芸社、1990年3月日、ISBN 4-537-02012-1 国会図書館
- 『1999年・世界超予言 : 21世紀は東アジア連邦の黄金時代』日本文芸社、1990年10月日、ISBN 4-537-02191-8 全国書誌番号:91002545
- 『甦るヤマト超文明の秘密 : 2001年～地球大異変後–霊夢が予言する21世紀以降の地球と人類の未来』日本文芸社、1993年2月日、ISBN 4-537-02338-4 全国書誌番号:93026988
- 『地球「超転換」 : 西暦5000年の霊夢予言 あなたにとって21世紀は、超浮上か、超沈没か?』徳間書店、1996年3月日、ISBN 4-19-860463-0 全国書誌番号:96050256
- 上記の書籍の他に、『水瓶座時代』(星雲社)、『超能力と経営の科学』(星雲社)、『超能力と精神世界の科学』(星雲社)、『アクエリアス革命』(たま出版)、『日本の霊能者』(コア出版)、『私の昭和史』(広論社)、『地球大異変は何故起こるか』(文久書林)、『隕石激突』(星雲社)、雑誌『地球連邦』1号-9号(宇宙企画)、などにも寄稿がある[1]。

## 他者からの評価
- 著書『宇宙大予言』の発刊に際し、鳩山邦夫、山口敏夫など各界193名の発起人により、1983年3月11日に東京都港区高輪のアンナ会館にて「出版記念会」が行われた[7]。
- 著書『救世主は日本に現われる』の発刊に際し、園田直、古井喜実など各界二百余名の発起人により、1983年9月29日に東京都北区の赤羽会館にて「出版記念会」が行われた[8]。
- 丹波哲郎 - 1982年7月の著書『2037年への大予言 : 地球の破滅と蘇生…』に対し、評価を受ける「恐るべき書物」とし「2020年頃のハルマデドン(世界大戦)の恐怖」を述べている[9]。
- 佐治芳彦 - 1987年6月の著書『21世紀に翔ける救世主』に対し、「近未来を生き抜くためのバイブル」との題で示し、新時代の胎動を霊夢で受信し解説して、的確に提示がなされ、近未来への行動指針を与えているとする[10]。
- 猪熊信行 - 著書『21世紀に翔ける救世主』に対し、推薦文を頂く[11]。